# Općina Škofljica
Općina Škofljica (slo.: Občina Škofljica) je općina u središnjoj Sloveniji u pokrajini Dolenjskoj i statističkoj regiji Središnja Slovenija. Središte općine je naselje Škofljica.

## Zemljopis
Općina Škofljica nalazi se u središnjem dijelu države i jugozapadno od Ljubljane. Zapadni dio općine spada u najistočniji dio Ljubljanskog barja, dok je istočni dio općine brdski Grajski grič.
U općini vlada umjereno kontinentalna klima. Najvažnija voda u općini je Ljubljansko barje. Vodotoci su svi mali i uljevaju se u barje.

## Naselja u općini
Dole pri Škofljici, Drenik, Glinek, Gorenje Blato, Gradišče nad Pijavo Gorico, Gumnišče, Klada, Lanišče, Lavrica, Orle, Pijava Gorica, Pleše, Reber pri Škofljici, Smrjene, Škofljica, Vrh nad Želimljami, Zalog pri Škofljici, Želimlje

## Vanjske poveznice
- Službena stranica općine